# Area (Nachtclub)
Area war ein Nachtclub im Stadtviertel Tribeca in New York City. Er existierte von 1983 bis 1987 im ehemaligen Kutschenhaus von American Express an der 157 Hudson Street in Manhattan, New York City. Bekannt war Area für die extravaganten Themen, die die kulturelle Avantgarde und Celebrities in den Nachtclub brachten. Gegründet wurde der Club von den Amerikanern Eric und Christopher Goode, Shawn Hausman, Darius Azari und dem Deutschen Zwi Wasserstein.

## Geschichte
Das Gebäude wurde ursprünglich 1866 als Stall für American Express gebaut.
Von Anfang an war der Club für seine Kreativen Einladungen bekannt. Die ersten 5000 Einladungen wurden im September 1983 in Form von Kapseln versandt. Zu Halloween, der amerikanischen Fastnacht, wurden schwarze Taschentücher als Einladungen verschickt.
Alle sechs Wochen wurde das Dekor thematisch verändert. Themen wie Kunst, Vororte, Science Fiction, Eingeschlossenheit, erforderten komplexe Inszenierungen. Serge Becker war Art Director. Zum Art Department gehörten auch Jennifer Goode, Michael Staats, Kenny Baird.
Ben Buchanan war der inoffizielle Hofphotograph des Clubs und dokumentiert fast jede Nacht das Treiben. Jeden Monat wurde etwas im Magazin Details veröffentlicht wie auch in den Tageszeitungen New York Post and Daily News.
Area hatte eine große Anziehungskraft, auch auf Celebrities wie Grace Jones, Andy Warhol, Malcolm Forbes, and Jean-Michel Basquiat. Es gibt Erwähnungen in The Andy Warhol Diaries. Michael Musto, der sowohl für Details magazine als auch die The Village Voice schrieb, fasste später seine Beobachtungen im Area in seinem Buch Downtown zusammen. Im Februar 1985 saß der spätere Pulitzer-Preis-gekrönte Autor Jonathan Larson in der Projektionskabine des Clubs und schrieb das Musical Superbia.
Im Frühjahr 1987 schloss Area. Die Räumlichkeiten wurden zu Wohnraum renoviert mit terrassenförmigen Penthouses auf dem Dach.